# Росати, Вероника
Верони́ка А́нна Роса́ти (пол. Weronika Anna Rosati род. 9 января 1984, Варшава) — польская актриса, кинопродюсер и фельетонист. Выпускница Института театра и кино Ли Страсберга и член Европейской киноакадемии.
Свою актёрскую карьеру начинала с эпизодов в польских телесериалах. В 2002—2005 годах играла в сериале «M jak miłość». В фильме дебютировала в 2005 году в роли Джеммы в фильме Патрика Веги «Питбуль»; также она сыграла и в основанном на фильме одноимённом сериале (2005—2008). С тех пор она появилась во многих польских и международных постановках, главным образом телесериалах, таких как: «Майка» (2009—2010), «Удача» (2012), «Пятый стадион» (2013—2014), «Отель 52» (2013) и «Пожарные» (2015—2016). За роль медсестры Пестки в фильме «Облава» (2012) она получила номинацию на польскую кинонаграду «Орёл» в категории «Лучшая женская главная роль».

## Биография

### Ранние годы и образование
Вероника Анна Росати родилась 9 января 1984 в Варшаве в семье экономиста и политика Дариуша Росати (наполовину итальянца) и модельера Тересы Росати. Имеет брата, который старше её на двенадцать лет. Во время миропомазания приняла имя Долорес. Когда ей было два года, её семья выехала в Принстон, где её отец получил должность преподавателя. Когда ей было шесть лет, они переселились на пять лет в Швейцарию.
Будучи подростком, она посещала театральный кружок, действующий при Театре Охоты в Варшаве, а также училась танцам и акробатики в театре Studio Buffo. Перед сдачей выпускных экзаменов в рамках исключения была принята в частную послешкольную Актёрскую школу им. Галины и Яна Махульских в Варшаве. В 2003 году попала в Актёрский факультет Высшей государственной школы в Лодзи. После полтора года учёбы взяла деканский отпуск, дабы иметь возможность продолжить работу в сериале «M jak miłość». В конце концов она отказалась от этой учёбы и выехала в Соединённые Штаты. Там она училась в Академии театра Стеллы Адлер, Институте театра и кино Ли Страсберга, Larry Moss Studio и Ivana Chubbuck Studio. Учёбу в Институте театра и кино она окончила и стала актрисой с дипломом.

### Актёрская карьера

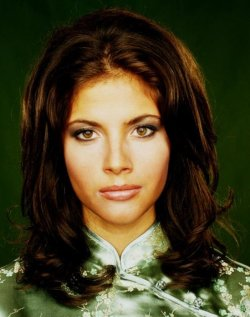
Вероника Росати, 2008

В возрасте пятнадцати лет сыграла роль монахини со стороны Леона Немчика в фильме, который так и не был выпущен. Её официальным дебютом была роль Ники в сериале «Класс на каблуках» в 2000 году. До 2005 года исполняла, главным образом, эпизодические роли в телесериалах, как-то: «Сама жизнь», «Мечты сбываются», «Ас», «Чего боятся личности, или секс в наименьшем городе», а также «Да или нет?». Более значительную роль она исполнила лишь в сериале «M jak miłość», в котором в 2002—2005 годах воплотилась в роль Ани, подруги Кинги Здуньской и девушки Павла Здуньского. Перелом в её карьере наступил в 2005 году, когда она получила одну из главных ролей в фильме Патрика Веги «Питбуль». Там она исполнила роль Джеммы под руководством Марцина Дороциньского и Януша Гайоса. За эту роль она получила две номинации на Золотые утки, признаваемые читателями журнала «Фильм». На основе фильма был выпущен одноимённый сериал с её участием, который выпускался на антенне TVP2 в 2005—2008 годах.
В 2006 году Росати появилась в фильме «Бесконечная справедливость», послужившем основой для создания одноимённого телесериала с 2011 года, где она также выступила. В том же году она впервые появилась в международном производстве, а именно — фильме «Внутренняя империя» Дэвида Линча. Годом позже появилась в документальном фильме «Линч», где рассказывается о работе над вышеназванном фильмом. Кроме того, она появилась в одном из эпизодов сериала «Криминальные», где сыграла роль Ани Лис. В 2008 году появилась в сериалах «Daleko od noszy», «Лондонцы», а также драме Магдалены Пекож «Сонность». Ещё она получила роль в американском фильме ужасов «Дом» (House), а именно — жену офицера, Миссис Лавдале. В 2009 году исполнила роль Анны в фильме Петра Матвейчика «Грустная». Также она появилась в двух эпизодах сериала «39 с половиной» и начала работу над сериалом «Майка» (2009—2010), где исполнила роль Дагмары Годзвон.
В 2010 году она снялась в чёрной комедии «Пятница тринадцатое», где сыграла роль Анджелины. Также она была одним из продюсеров фильма. В том же году она снялась в семи эпизодах сериала «Время чести», где сыграла Ройзу — еврейку, работающую в меховой мастерской в гетто. В конце 2010 года выиграла кастинг на роль американского сериала производства HBO «Удача» (2012), где сыграла крупье Наоми. В 2011 году она сыграла Магдалену во французском телефильме «Dame de pique», а также появилась в номинированной на Оскар военной драме Агнешки Холланд «В темноте», а в ещё одном французском фильме «Заговор» она сыграла роль журналистки Анны. Кроме того, озвучила Сюс — пса главной героини комедии «Женско-мужская война».
В 2012 году она снялась в военной драме Марцина Кшишталовича «Облава», в котором сыграла медсестру Пестку. На экране снова появилась под руководством Марцина Дороциньского, её партнёром был и Мацей Штур. По мнению рецензента «Речи Посполитой» Барбары Холлендер, своим появлением в «Облава» «доказала, что пора на неё посмотреть как на интересную актрису, а не героиню общественных рубрик». За эту роль Польская киноакадемия присудила ей номинацию на Польскую кинопремию «Орёл» в категории «Наилучшая женская главная роль». В 2012 году Росати появилась и в американских фильмах: «Ледяной», «Реальные парни» и «Неудержимый». Кроме того, она появилась в 107-м эпизоде сериала «Отец Матеуш». В 2013 году была привлечена к составу сериала «Пятый стадион», где до 2014 года играла официантку Габриэлу Кондзик. В сериале она появилась в 2012 году в качестве Юлии. В 2013 она стала членом постоянного состава сериала «Отель 52» в роли Марии Йордан. Также она дублировала Дотти в польскоязычной версии анимационного фильма «Самолёты». Она появилась в одном эпизоде сериала «Морская полиция: Спецотдел», а также в фильмах «Битва года» и «Starперцы». В этом же году им. Поли Негри «Политка» на 7-м просмотре кинотворчества «Пола и другие» в Липне.
В 2016 году сыграла жену капитана американского крейсера «Индианаполис», торпедированного японцами 30 июля 1945 года (фильм «Крейсер»).

## Награды и номинации
| Год  | Конкурс/Награда                  | Категория                                                                              | Результат |
| ---- | -------------------------------- | -------------------------------------------------------------------------------------- | --------- |
| 2005 | Розы Гали                        | Хорошие пары (вместое с Мариушем Максом Колонко)                                       | Номинация |
| 2006 | Viva! Самые красивые 2005        | Самая красивая полька                                                                  | Номинация |
| 2008 | Viva! Самые красивые 2007        | Самая красивая полька                                                                  | Номинация |
| 2009 | Viva! Самые красивые 2008        | Самая красивая полька                                                                  | Номинация |
| 2011 | Женщина года Glamour             | Актриса                                                                                | Номинация |
| 2011 | Золотая утка                     | Наилучшая женщина сенсационного кино (за роль в фильме «Питбуль»)                      | Номинация |
| 2012 | Viva! Самые красивые 2011        | Самая красивая полька                                                                  | Номинация |
| 2012 | Золотая утка                     | Наилучшая актриса польских сенсационных фильмов (за роль в фильме «Питбуль»)           | Номинация |
| 2013 | Viva! Самые красивые 2012        | Самая красивая полька                                                                  | Номинация |
| 2013 | Польская кинопремия «Орёл»       | Наилучшая главная женская роль (за роль в фильме «Облава»)                             | Номинация |
| 2013 | Награда им. Поли Негри «Политка» | -                                                                                      | Выиграна  |
| 2013 | Плеяда Топ-10                    | Карьера без границ                                                                     | Выиграна  |
| 2013 | Розы Гали                        | Фильм (за роль в фильме «Облава»)                                                      | Номинация |
| 2014 | Viva! Самые красивые 2013        | Самая красивая полька                                                                  | Номинация |
| 2015 | Змеи 2015                        | Наихудший дуэт на экране (за роль в фильме «Чужое тело»; вместе с Агнешкой Гроховской) | Номинация |
| 2016 | Звёзды плеяды 2016               | Звезда стиля                                                                           | Номинация |
| 2018 | Змеи 2018                        | Наихудшая женская роль (за роль в фильме «Советы по изменам»)                          | Номинация |